# Пјано дел Гато (Катанцаро)
Пјано дел Гато је насеље у Италији у округу Катанцаро, региону Калабрија.
Према процени из 2011. у насељу је живело 39 становника. Насеље се налази на надморској висини од 754 м.